# Kanalbündelung
Bei der Kanalbündelung werden mehrere Verbindungen gleichzeitig zur Datenübertragung genutzt (gebündelt), um die Datenübertragungsrate zu erhöhen.
Früher bezeichnete der Begriff ausschließlich die Bündelung von ISDN-B-Kanälen, in der Regel von beiden B-Kanälen eines ISDN-Basisanschlusses. Da die B-Kanäle im Netz möglicherweise unterschiedliche Laufzeiten haben, müssen die Endgeräte Vorkehrungen treffen, die es ermöglichen, die Daten wieder zu synchronisieren.
Etwas weiter gefasst, wird die Kanalbündelung neben dem ISDN- auch im Funk-Bereich genutzt, um unterschiedliche Funkkanäle zu bündeln und damit einen gemeinsamen (virtuellen) Funkkanal (oder eine Leitung) zu bilden. Verschiedene Bündelfunk-Systeme machen davon Gebrauch. Zudem werden auch im DSL-Bereich Frequenz-Kanäle gebündelt, um den Datendurchsatz solch einer virtuellen Verbindung zu erhöhen (siehe auch Breitbandnetz).
Heute wird damit auch die Bündelung mehrerer IP-Verbindungen über verschiedene Wege bezeichnet, die als Viprinet-VPN oder von der Telekom als DSL-LTE-Hybrid vermarktet werden. Für eine solche Kanalbündelung wird allerdings zusätzlich zum speziellen Router am Einsatzstandort auch eine Gegenstelle in einem Rechenzentrum benötigt. Diese muss entweder angemietet oder vom Provider in seinem Backbone zur Verfügung gestellt werden.